# Death Grips
Death Grips és un grup de hip-hop experimental format l'any 2010 a Sacramento, Califòrnia. El grup consisteix en MC Ride (vocalista i liricista), Zach Hill (bateria i productor) i Andy Morin (teclat i productor). Encara que no sigui el líder, Hill ha estat acreditat amb ser el membre que més aportacions creatives ha fet pel grup. El seu so, juntament amb les perfomances agressives de Ride, mostra influències del punk rock, l'electrònica, el noise i la música industrial.
El grup va publicar el seu mixtape Exmilitary l'abril del 2011 i un any més tard van debutar amb el seu primer àlbum The Money Store; els dos projectes van rebre aclamacions crítiques. Poc temps després d'haver estat signats a Epic Records al 2012 van filtrar el seu segon àlbum, No Love Deep Web, trencant el contracte que tenien amb la discogràfica.
Van publicar el seu tercer àlbum, Goverment Plates, l'any 2013. Després de vàries actuacions cancel·lades per l'absència del grup van anunciar la seva separació juntament amb la publicació del primer disc, Niggas on the Moon, del seu quart àlbum The Powers That B. Tot i suposadament estar separats van anunciar el març del 2015 que seguirien fent música juntament amb la publicació del segon disc de The Powers That B, Jenny Death. Poc temps més tard van anunciar un tour mundial.
A finals de 2015 van anunciar el seu cinquè àlbum d'estudio, Botomless Pit, el qual va ser publicat el maig del 2016. El seu sisè àlbum d'estudio, Year of the Snitch, va ser publicat el juny del 2018.

## Història

### 2010-2011: Formació iExmilitary
Death Grips es va formar a Sacramento, Califòrnia el 21 de desembre l'any 2010. El mateix dia, van gravar la seva primera cançó “Full Moon (Death Classic)”. Va ser publicada el 8 de març, 2011, amb un vídeo i un EP gratis nomenat Death Grips, el qual contenia cinc cançons més. El 25 d'abril del 2011 van publicar un mixtape gratuït nomenat Exmilitary, el qual contenia tres cançons del seu anterior EP juntament amb noves cançons. Durant la primavera i el principi de l'estiu del 2011, van fer petits concerts mentre Exmilitary s'expandia per l'internet i rebia bones ressenyes dels crítics musicals. Traient a Zach Hill es desconeixia qui eren els altres dos membres del grup.

### 2012:The Money StoreiNo Love Deep Web

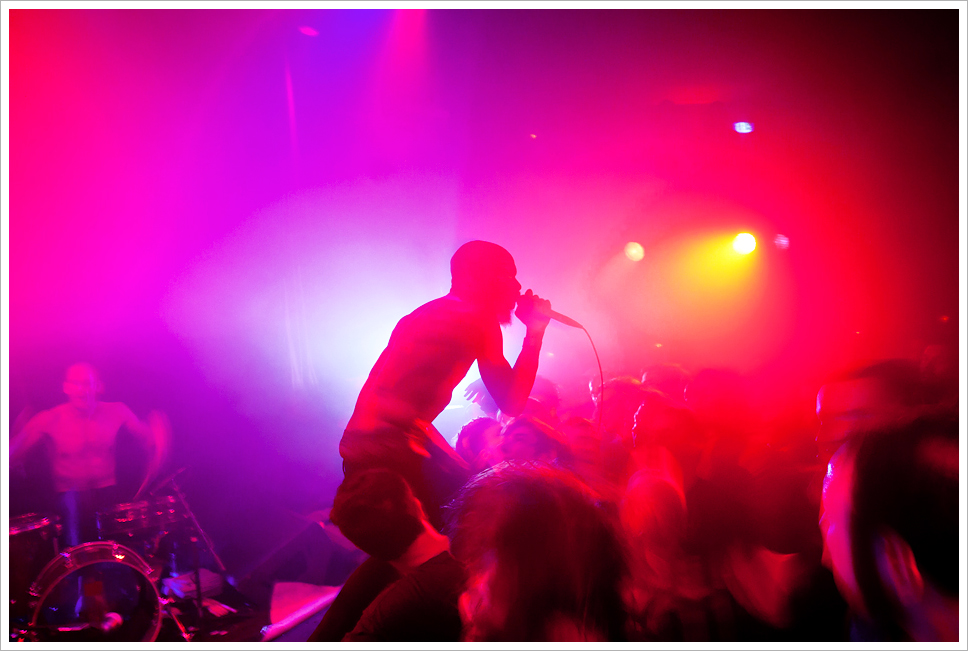
Death Grips en concert a Festsaal Kreuzberg l'any 2012.

Death Grips van signar amb Epic Records el febrer del 2012, gràcies a la recomanació de la vicepresidenta de màrqueting d'Epic en el moment, Angelica Cob-Baehler. Van anunciar la publicació de dos àlbums el 2012. El seu primer àlbum, The Money Store, va ser publicat a l'abril i va debutar al rànquing de Billboard 200 amb la posició núm. 130.
A l'octubre van publicar No Love Deep Web. La portada de l'àlbum va cridar l'atenció de molts i va crear polèmica, ja que consisteix d'una foto del penis erecte de Zach Hill amb el títol escrit en aquest. Va ser gravat en un total de quatre mesos a Sacramento. El tour internacional organitzat per promocionar The Money Store va ser cancel·lat per poder acabar No Love Deep Web, decisió que va crear conflicte entre el grup i els seus fans, a més de crear problemes amb Epic Records. L'àlbum va acabar sent autopublicat per ser descarregat il·legalment via BitTorrent per contradir la intenció de la discografica de publicar-ho el 2013. Death Grips van ser expulsats de la discogràfica com a resultat i van procedir a formar la seva discogràfica Third Worlds l'any següent. Tot i això els seus projectes serien distribuïts per Caroline Records.
El grup va fer un remix de les cançons “Sacrifice” i “Thunderbolt” de l'àlbum Biophilia de la cantant islandesa Björk, després d'haver rebut una nota de suport d'aquesta. El remix d'aquestes cançons va formar part de l'àlbum de remixes del 2012 de Björk nomenat Bastards. Aquest projecte va ser creat pel Museu d'Art Contemporani de Los Angeles. Una cançó que no va acabar a l'àlbum nomenada “True Vulture Bare” va ser publicada l'octubre del 2012 acompanyada d'un vídeo animat per Galen Pehrson.

### 2013-2015:Government PlatesiThe Powers That B

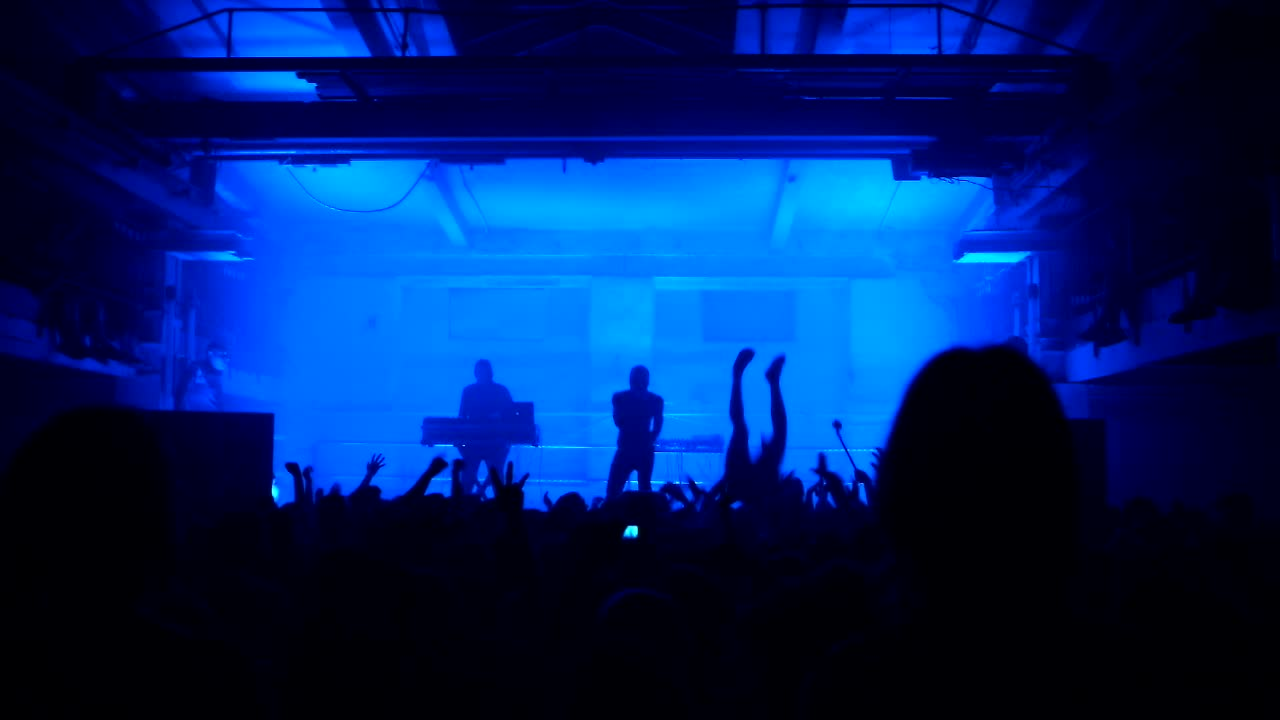
Death Grips en concert a Moscow l'any 2013

El març del 2013 el grup va publicar un seguit de vídeos al seu compte de YouTube, col·lectivament nomenats No Hands. El 20 de març del 2013 es va publicar el videoclip de la cançó “Lock Your Doors”, el qual va ser gravat durant un concert a SXSW (South By Southwest). Zach Hill no va atendre a aquest esdeveniment però de totes formes va dur a terme el seu rol com a bateria a través de Skype. Al maig Hill estava escrivint i dirigint una pel·lícula i la resta del grup va estar involucrat en la creació de la banda sonora. Al mateix temps Hill estava desenvolupant el següent àlbum de Death Grips.
A l'agost el grup havia d'actuar a Lollapalooza, però l'actuació va ser cancel·lada després que el grup no apareixes a un after-party la nit anterior al Bottom Lounge. En comptes de fer un concert van deixar una playlist i penjat al fons de l'escenari hi havia la nota de suÏcidi, impresa i engrandida, que un fan va enviar al correu del grup. Els fans que van assistir a l'after-party van destruir i robar el material del grup després d'assabentar-se de la cancel·lació. L'actuació que tenien planejada al Osheaga Music and Arts Festival a Mont-real, juntament amb altres concerts a Boston i Nova York van ser cancel·lats. El grup va revelar que mai va tenir pensat aparèixer a Lollapalooza i que el kit de bateria juntament amb la nota de suïcidi i la playlist de cançons va ser l'actuació. El kit de bateria que va ser destroçat pels fans que van assistir al concert es va revelar que era un kit d'aprenentatge per nens i no la bateria de Zach Hill.
Government Plates va ser publicat el 2013 per ser descarregat de franc a la seva web oficial. Una crítica de NME el va qualificar com “una escoltada difícil”, però juntament amb Slant Magazine també el van nomenar com “transgressiu”. Segons The New York Times l'àlbum s'allunya dels aspectes típics del hip-hop i juga més amb elements de música electrònica de diferents èpoques. El gener del 2014 el grup va firmar un contracte amb Warp Music Publishing per la publicació internacional dels seus projectes, incloent els passats i futurs projectes. Al juny Death Grips va anunciar un doble àlbum nomenat The Powers That B, juntament amb la publicació del primer disc de l'àlbum, Niggas on the Moon. Aquest contenia samples de gravacions de veu de la cantant islandesa Björk. El segon disc, Jenny Death, va ser anunciat que es publicaria el mateix any, però sense especificar una data. La primera meitat del doble àlbum va rebre crítiques variades, però en general positives. Pitchfork va nomenar aquest projecte el menys intens de tota la discografia.
Death Grips havia d'acompanyar a Nine Inch Nails i Soundgarden en el seu tour com a teloners al juliol, però a causa d'una abrupta notícia de la seva separació la seva participació en el tour va ser cancel·lada. A una imatge penjada a la pàgina de Facebook del grup trobàvem un tovalló amb la confirmació de la seva separació i, per tant, la cancel·lació dels concerts que tenien pendents. Tot i això van assegurar que la segona meitat de The Powers That B seria publicada. El missatge es concloïa dient que Death Grips sempre ha sigut una exhibició d'art conceptual més enllà que simplement un grup.
| « | We are now at our best and so Death Grips is over. We have officially stopped. All currently scheduled live dates are canceled. Our upcoming double album The Powers That B will still be delivered worldwide later this year via Harvest/Third Worlds Records. Death Grips was and always has been a conceptual art exhibition anchored by sound and vision. Above and beyond a "band". To our truest fans, please stay legend. | » |

El gener de 2015 sense cap notificació a priori el grup va publicar un projecte instrumental gratuït nomenat Fashion Week. Tots els títols de les cançons començaven per la paraula “Runway” seguit d'una lletra de l'alfabet, les quals posades en ordre lletrejaven “JENNY DEATH WHEN” (JENNY DEATH QUAN) en referència al segon disc de The Powers That B, que encara no havia estat publicat. El seu quart àlbum complet va ser publicat al març i va aconseguir la posició núm. 72 al rànquing Billboard 200. El mateix any Zach Hill i Andy Morin van formar un grup, a part de Death Grips, i van publicar el seu primer àlbum I've Always Been Good at True Love a través de la web oficial de Death Grips sense massa informació d'aquest nou projecte.

### 2015- present:Botomless PitiYear of the Snitch

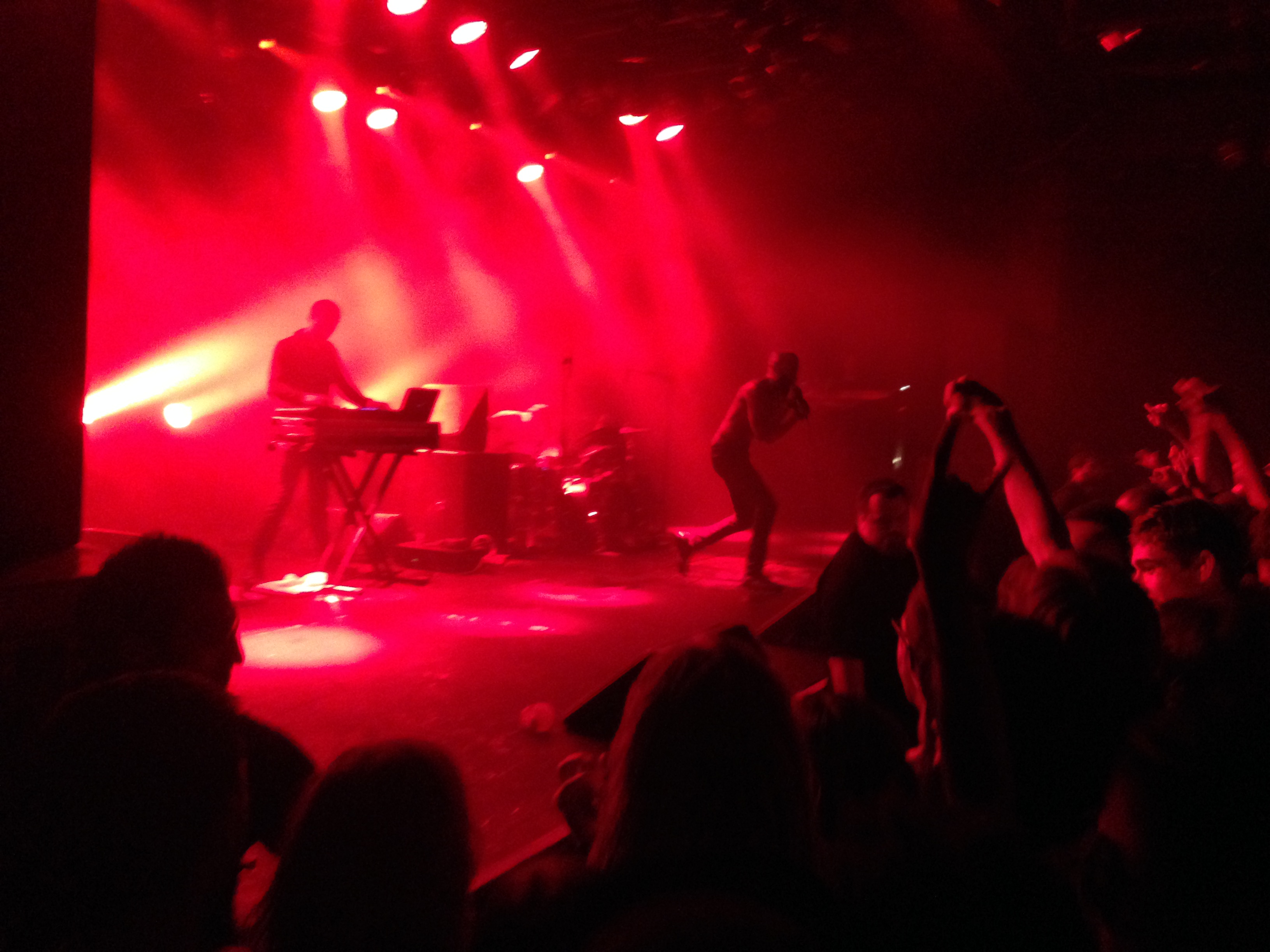
Death Grips en concert a Vancouver l'any 2015.

L'octubre del 2015 el grup va publicar un vídeo al seu canal de YouTube nomenat Botomless Pit. El vídeo contenia una gravació del 2013 de l'actriu americana Karen Black recitant frases del guió que va escriure Zach Hill mesos abans de la mort de l'actriu. També van fer una publicació a Facebook i a la seva web confirmant que Botomless Pit seria el nom del seu cinquè àlbum, el qual va acabar sent publicat el 6 de maig del 2016. Al març el grup va publicar un vídeo de 32 minuts al seu canal de YouTube titulat Interview 2016, el qual comparteix nom amb el seu segon EP. La reproducció inclou vídeo de la entrevista que li va fer la personalitat d'internet Matthew Hoffman encarregat de TuesdaysWith Matthew, projecte de voluntariat per internet per combatre la soledat de la gent de la tercera edat. El vídeo de l'entrevista no contenia l'àudio original sinó les cançons del seu EP Interview 2016, la portada del qual consisteix en una imatge de Matthew Hoffman mirant a la càmera. Death Grips va publicar el seu tercer EP, Steroids (Crouching Tiger Hidden Gabber Megamix), al seu canal de YouTube el maig del 2017, el qual consisteix d'una cançó de 22 minuts amb el mateix títol que l'EP. Després d'això el grup va organitzar un tour pels EUA durant la tardor conjuntament amb el grup de metal industrial Ministry.
El març del 2018, Death Grips va penjar imatges a les seves xarxes socials indicant que estaven treballant en el seu nou àlbum amb l'artista australià de noise Lucas Abela, el director de cinema nou zelandès Andrew Adamson i el músic americà Justin Chancellor (millor conegut com el baixista de Tool). A l'abril, el grup va penjar un vídeo al seu canal de YouTube on apareixia el llistat de cançons del nou àlbum mitjançant missatges de text.
El maig de 2018, Death grips va publicar els singles “Streaky”, “Black Paint” i “Flies” Al juny van publicar un altre single nomenat “Hahaha” a més d'un tweet anunciant que Year of the Snitch seria publicat el 22 de juny. Dues setmanes més tard el grup va publicar dos singles més: “Dilemma”, el qual incloïa a Andrew Adamson, i “Shitshow”. El 21 de juny l'àlbum va estar disponible als serveis de streaming després que l'hora marqués mitjanit el 22 de juny a Nova Zelanda, provocant que els fans i oients publiquessin versions modificades lleugerament de l'àlbum hores abans de la publicació planificada originalment. Death Grips també va tweetejar que l'àlbum s'havia “filtrat”. L'endemà Year of the Snitch va ser publicat oficialment.
El 21 de juny del 2019 Death Grips va publicar un mix de 30 minuts nomenat Gmail and the Restraining Orders, celebrant l'aniversari de 30 anys de la discogràfica Warp records.

## Estil

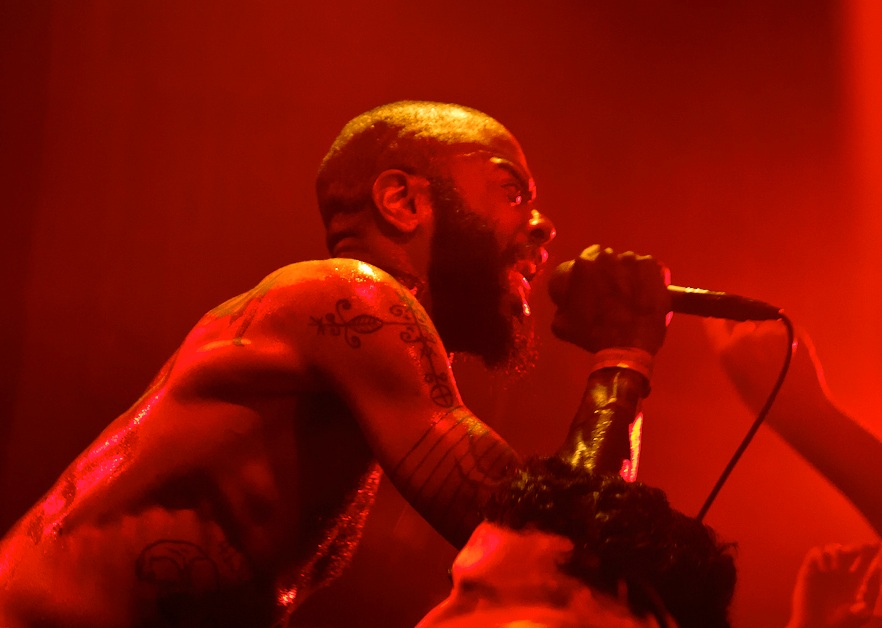
MC Ride en un concert l'any 2012.

Death Grips combina elements de diferents estils musical incloent Hip-hop, punk, electrònica, noise i música industrial. El seu estil ha estat categoritzat de diverses formes incloent hip hop experimental, rap rock, electropunk, hip hop industrial i punk rap com a classificacions més comuns. El grup és reconegut per l'estil tan agressiu de rap de MC Ride juntament amb la seva lletra ambigua i críptica, acompanyat d'una producció sorollosa, esvalotant i caòtica. També destaquen per les seves actuacions amb una forta presencia a l'escenari i moviments salvatges. Els seus concerts i actuacions també destaquen per desbaratades com la destrucció d'instruments, la seva absència a alguns concerts, Hill tocant la bateria emmanillat o fins a un punt de lesió, la personalitat intensa i caòtica de Ride i els valls violents juntament amb les improvitsacions amb sintetitzadors i l'incorporació de samples en directe de Morin.
També són notables per iniciant llargues improvisacions entrellaçades per a connectar les cançons del seu set, generalment fetes en el moment per Morin i Hill. Se sap que Ride adopta molts tipus d'actuacions vocals tant a les gravacions com en directe, incloent cridar, xisclar, estils diversos de paraula parlada i xiuxiuejar. L'estil heterodox de Morin a l'hora de produir i samplejar i l'estil sorollós, accelerat i poc convencional afegeixen al so i estil distintiu del grup. A més el grup també destaca per l'estil visual que presenten als seus videoclips, les seves actuacions en directe i els seus àlbums i altres projectes.

## Death Grips en la cultura popular
Björk és una fan molt notables del grup. El grup va fer un remix de dues de les seves cançons les quals van acabar a l'àlbum de remixes de Biophilia, Bastards. A més, Björk va gravar fragments vocals els quals van ser inclosos en totes les cançons del primer disc de The Powers That B, Niggas on the Moon. L'actor Robert Pattinson és un altre fan molt destacable del grup, a més de col·laborador, ja que va tocar la guitarra, gravat per Hill amb el seu mòbil, per la cançó “Birds” de l'àlbum Goverment Plates. Pattinson també va aparèixer a la foto de Beyoncé i Death Grips, la qual es va fer al backstage d'un concert de la cantant, que es va fer viral per la combinació tan inesperada de personalitats. El guitarrista de Kasabian, Sergio Pizzorno, els va referenciar com influència en el seu àlbum 48:13. David Bowie també els cita com un referent i influència per la creació del seu últim àlbum Blackstar. Altres fans destacables inclouen l'artista de rap d'Atlanta Killer Mike, l'actor William Shatner, el grup de grunge Pearl Jam, el director i guionista Edgar Wright, l'artista de rap londinenc Skepta, el guitarrista Tom Morello, l'artista de rap de Detroit Danny Brown, l'actor Lakeith Stanfield, el cantant Corey Taylor i el músic Mike Shinoida.
La cançó “Hacker” apareix al videojoc Battlefield Hardline. La cançó “I've Seen Footage” va ser utilitzada múltiples cops en la comèdia del 2019 Booksmart. La cançó “No Love” ha sigut utilitzada a la serie animada Bojack Horseman quan el protagonista consumia drogues, arribant a incloure referències visuals al grup com adhesius amb la lletra de les seves cançons en el fons d'un pla. La cançó "You Might Think He Loves You for Your Money but I Know What He Really Loves You for It's Your Brand New Leopard Skin Pillbox Hat" va ser utilitzada per un anunci de les Adidas Predator. La cançó “Hot Head” va ser utilitzada al teaser de la segona temporada d'Animals, a més també va ser utilitzada en el primer capítol de la segona temporada d'Atlanta. La instrumental de “Inanimate Sensation” va ser utilitzada en l'últim capítol de la tercera temporada de Top Boy.
El grup té molta notorietat al fòrum de música de 4chan, /mu/, els quals van ajudar molt al grup a aconseguir popularitat i reconeixement. Des de 2012 el grup ha sigut referenciat més de 300.000 cops a la pàgina.
El juliol del 2018 un home nomenat Austin Clay va destruir l'estrella de Hollywood de Donald Trump per mostrar desconfort amb la presidència. El jove es va entregar a les autoritats però va ser alliberat gràcies a algú anònim que va pagar la seva fiança. Quan va ser qüestionat i entrevistat va revelar que a l'hora de destrossar l'estrella es va posar cascos i va escoltar música de Death Grips, ja que segons ell va poder destrossar gràcies a l'energia que li va donar les seves cançons.

## Membres
- MC Ride – Vocalista i liricista
- Zach Hill – Bateria i productor
- Andy Morin – Productor, baixista, ingeyer d'audio i teclat

## Discografia

### Àlbum
- The Money Store (2012)
- No Love Deep Web (2012)
- Government Plates (2013)
- The Powers That B (2015)
- Botomless Pit (2016)
- Year of the Snitch (2018)

### Mixtapes
- Exmilitary (2011)

### Altres publicacions
- Death Grips (2011)
- Live from Death Valley (2011)
- Fashion Week (2015)
- Interview 2016 (2016)
- Steroids (Crouching Tiger Hidden Gabber Megamix) (2017)
- Gmail and the Restraining Orders (2019)